# 奥德伦
奥德伦（法語：Oderen，法語發音：[odəʁən] ⓘ；Odern）是法国上莱茵省的一个市镇，属于坦恩-盖布维莱尔区。

## 地理
奥德伦（47°54'33"N, 6°58'31"E）面积19.12 平方千米，位于法国大東部大區上莱茵省，该省份为法国东部内陆省份，是阿尔萨斯的一部分，今与下莱茵省组成了阿尔萨斯欧洲集体，其北临下莱茵省，西接孚日省，西南接贝尔福地区省，东侧沿莱茵河与德国相望，南与瑞士接壤。
与奥德伦接壤的市镇（或旧市镇、城区）包括：林塔勒、梅泽拉尔、克吕特、费勒林、朗斯帕克。
奥德伦的时区为UTC+01:00、UTC+02:00（夏令时）。

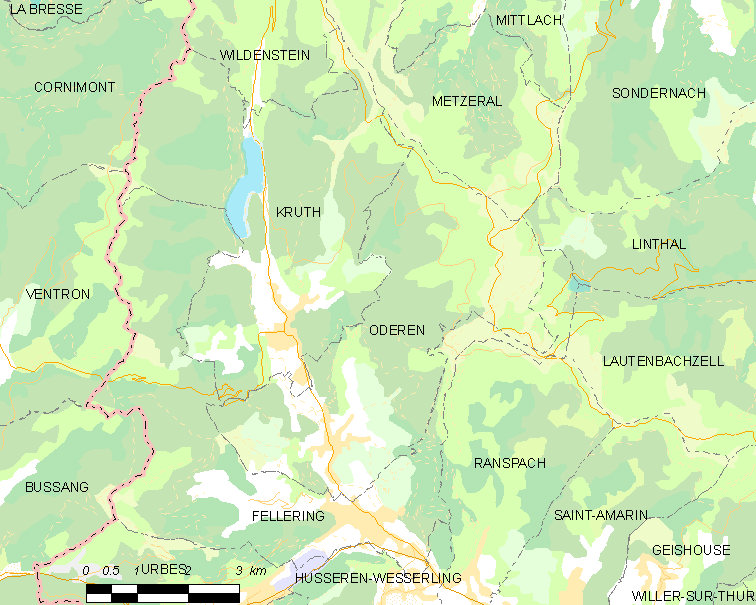
奥德伦的OSM定位图

## 行政
奥德伦的邮政编码为68830，INSEE市镇编码为68247。

## 政治
奥德伦所属的省级选区为塞尔奈县。

## 人口

1962-2008年间奥德伦人口变化图示

奥德伦于2022年1月1日时的人口数量为1229人。